# Komańcza (gromada)
Komańcza – dawna gromada, czyli najmniejsza jednostka podziału terytorialnego Polskiej Rzeczypospolitej Ludowej w latach 1954–1972.
Gromady, z gromadzkimi radami narodowymi (GRN) jako organami władzy najniższego stopnia na wsi, funkcjonowały od reformy reorganizującej administrację wiejską przeprowadzonej jesienią 1954 do momentu ich zniesienia z dniem 1 stycznia 1973, tym samym wypierając organizację gminną w latach 1954–1972.
Gromadę Komańcza z siedzibą GRN w Komańczy utworzono – jako jedną z 8759 gromad na obszarze Polski – w powiecie sanockim w woj. rzeszowskim na mocy uchwały nr 33/54 WRN w Rzeszowie z dnia 5 października 1954. W skład jednostki weszły obszary dotychczasowych gromad Komańcza, Czystohorb, Dołżyca, Radoszyce, Osławica, Turzańsk, Jawornik, Duszatyn, Mików i Prełuki ze zniesionej gminy Komańcza w powiecie sanockim oraz obszary dotychczasowych gromad Smolnik, Łupków, Zubeńsko, Maniów, Szczerbanówka, Balnica i Wola Michowa ze zniesionej gminy Wola Michowa w powiecie leskim w tymże województwie. Dla gromady ustalono 9 członków gromadzkiej rady narodowej.
31 grudnia 1961 do gromady Komańcza włączono wieś Wisłok Wielki ze zniesionej gromady Wisłok Wielki w tymże powiecie; z gromady Komańcza wyłączono natomiast wieś Turzańsk, włączając ją do gromady Szczawne tamże.
W 1971 roku gromada Komańcza liczyła 2525 mieszkańców, zamieszkujących miejscowości:  Balnica (30), Czystohorb (186), Dołżyca (109), Duszatyn (53), Jawornik (21), Komańcza (780), Maniów (72), Mików (109), Nowy Łupków (218), Osławica (22), Prełuki (18), Radoszyce (178), Smolnik (256), Szczerbanówka (0), Wisłok Wielki (373), Wola Michowa (100) i Zubeńsko (0).
1 listopada 1972, w związku ze zniesieniem powiatu sanockiego, gromada weszła w skład nowo utworzonego powiatu bieszczadzkiego w tymże województwie.
Gromada przetrwała do końca 1972 roku, czyli do kolejnej reformy gminnej. 1 stycznia 1973 – tym razem w powiecie bieszczadzkim – reaktywowano gminę Komańcza (od 1999 gmina Komańcza znajduje się ponownie w powiecie sanockim).